# Ataxx

Ataxx

Ataxx is een bordspel.

## Doel van het spel
De naam Ataxx komt van het Engelse woord Attack (aanvallen). Het lijkt in eerste oogopslag op Reversi, maar het is een compleet ander spel. Het spel schijnt ergens rond 1991 ontstaan te zijn. Doel van het spel is om aan het eind van het spel meer stenen te hebben dan de tegenstander.

## Begin van het spel
Aan het begin van het spel heeft iedere speler 2 stenen. Deze 4 startstenen staan in de hoeken van het bord.

## Verplaatsen van de stenen
Bij elke beurt kun je een van je stenen verplaatsen. Je kunt stenen alleen verplaatsten naar lege velden, waarbij de afstand maximaal 2 mag zijn (alle richtingen uit). Als je je steen verplaatst naar een direct naastgelegen leeg veld, dan splitst je steen op en heb je zowel op de startlocatie als de eindlocatie een steen (je steen vermenigvuldigt als het ware). Als je met je steen over precies één veld (dat zowel leeg of bezet mag zijn) heenspringt naar een andere leeg veld, dan wordt de steen slechts verplaatst. Als na afloop van de zet de verplaatste of vermenigvuldigde steen direct naast een steen van je tegenstander ligt (horizontaal, verticaal of diagonaal), sla je deze steen en wordt die steen van jouw kleur. Je slaat alle direct omliggende stenen van je tegenstander. Je moet verplicht zetten, tenzij er geen mogelijke zet meer voor je is, dan wordt die beurt voor je overgeslagen.

## Einde van het spel
Het spel is afgelopen als alle velden in het spel bezet zijn, of als een van de spelers geen stenen meer in de eigen kleur heeft. Ook stopt het spel als geen van beide spelers meer een geldige zet heeft. Degene met de meeste stenen in de eigen kleur heeft gewonnen.

## Speciale regel
Op het einde van het spel kan er een situatie ontstaan waarbij er oneindig lang doorgespeeld kan worden waarbij dezelfde posities op het bord komen. Als er 3x dezelfde zetten voorkomen, dan eindigt het spel, waarbij ook dan degene met de meeste stenen wint.